# Полиция будущего: Восстание
«Полиция будущего: Восстание» (яп. 機動警察パトレイバー2 the Movie Кидо: кэйсацу паторэиба: 2 зэ муви, Мобильная полиция Patlabor 2: фильм) — полнометражный аниме-фильм режиссёра Мамору Осии, который снимал первую часть. Производством занимались студии Production I.G, Bandai Visual и Tohokushinsha. Несмотря на то, что выпуски франшизы «Полиция будущего» были созданы на основе меха, данный фильм отводит роботов на второй план и проводит чёткую параллель с реальными социальными и политическими событиями, с которыми японское правительство и вооружённые силы реально сталкивались в XX веке. Главная тема затрагивает статус Японии, которая развивалась в экономическом, политическом и технологическом отношении, так как после поражения во Второй мировой войне и оккупации союзными войсками никогда больше не участвовала в новых войнах и всегда оставалась на нейтральной позиции, не оказывая какой-либо поддержки или сопротивления другим государствам.
Премьера в японских кинотеатрах прошла 7 августа 1993 года. В 1998 году фильм был перевыпущен с звуковой дорожкой Dolby Digital 5.1, было добавлено новое музыкальное сопровождение. Фильм был дублирован на английский язык.
В 1993 году Patlabor 2 получил премию «Майнити» как лучший анимационный фильм года.

## Сюжет
Действие происходит через три года после событий первого фильма. Выпускается новая ОС для лейборов, Ноа Идзуми и Асума Синохара тестируют лейборы для возможности использования их в токийской полиции. Кажется, что всё идёт обычным порядком, однако некий террорист, захватив систему Сил самообороны Японии, запускает ракету по мосту Иокогамы, разжигая панику среди населения. Вскоре люди, верящие, что за терактом стоят военные силы Японии, начинают протесты, сами же политики и военные стремятся любыми способами выкрутиться из ситуации и найти очередного «козла отпущения». Вскоре происходят атаки и на другие мосты Токийского залива. Военные силы США заявляют, что если в ближайшее время Япония не сможет взять ситуацию под контроль, то они отправят в Японию миротворческие силы ООН.
Гото и Нагумо при сотрудничестве 2-го отдела полиции (главных героев оригинальной франшизы) примут участие в тайной поимке Юкихито Цугэ, главного подозреваемого террориста, который мстит за отказ ООН поддержать операцию по сохранению мира в Камбодже в 1999 году. К тому же времени мало, так как прибытие войск США только усугубит военную ситуацию в Японии, которая может распрощаться с миром, не прерывающимся полвека после поражения во Второй мировой войне.

## Роли озвучивали
- Дзинпати Нэдзу — Юкихито Цугэ
- Рюсукэ Обаяси — Киити Гото
- Ёсико Сакакибара — Синобу Нагумо
- Сигэру Тиба — Сигэо Сиба
- Тосио Фурукава — Асума Синохара
- Иссэй Футамата — Микиясу Синси
- Дайсукэ Гори — Хироми Ямадзаки
- Митихиро Икэмидзу — Исао Ота
- Томомити Нисимура — Детектив Мацуи
- Осаму Сака — Сэйтаро Сакаки

## Создание
Работа над созданием мультфильма началась после того, как Кадзунори Ито был назначен сценаристом для предыдущего фильма, ещё в начале 1990-х годов. Первоначально за основу сюжета предполагалось взять OVA-серию из оригинальной франшизы «The SV2’s Longest Day», по сюжету которой некоторые солдаты JGSDF и офицеры устроили заговор, планируя подорвать целостность японского правительства. Однако Мамору Осии решил, что лучшей идеей было бы изобразить деятельность террористов, вызывающих хаос под прикрытием переворота.
Сначала для создания сюжета Кадзунори Ито решил встретиться с группой писателей Headgear, которые могли бы поделиться идеями для будущего сценария фильма, однако большинство из советов группы не понравились Ито, и он решил написать весь сценарий в одиночку, доверив работу над раскадровкой Мамору Осии.

## Влияние
- Вокруг фильма возникли горячие споры, когда через 2 года после его выпуска 20 марта 1995 года члены религиозной секты выпустили ядовитый газ на нескольких линиях Токийского метро, в результате умерли 13 человек, более 50 серьёзно ранены, и нескольких тысяч людей имели проблемы со зрением. В фильме же показана сцена, как дирижабль, выпущенный террористами, был прострелен военными и из него стал вытекать жёлтый газ, который распространился на несколько районов, вызвав панику у людей, но это оказался лишь окрашенный безвредный воздух[16].
- Время теракта на мосте Иокогамы — 02:26. Это отсылка к инциденту 26 февраля 1936 года[16].
- Формально считается последним фильмом франшизы «Полиция будущего», в создании которого принимала участие студия Production I.G[16].
- Некая Южно-Азиатская страна с джунглями и древними руинами, показанная в начале фильма, — отсылка к фотографиям с изображением Тайваня, показанных в фильме 1991 года: «Бродячая собака»[16]. Хотя позже выясняется, что действие происходило в Камбодже.

## Критика
Фильм получил в основном положительные отзывы: Представитель сайта The Animé Café отметил, что аниме стимулирует интеллектуальное развитие. Сюжет фильма во многом напоминает романы Тома Клэнси. Представитель сайта Anime World отметил, что второй фильм получился более удачным. Хотя политический подход в фильме большинство не поймёт, философия фильма, связанная с историей Японии, её роли в войнах и несправедливом мире, намного яснее для зрителя. Авторы портала Task & Purpose в разборе эпизода воздушного перехвата высоко оценили реалистичное отображение тактики и техники.
Хидэаки Анно в 1996 году назвал Patlabor 2 хорошим фильмом, где сцены были поставлены лучше, чем в первой части.
Согласно опросу, проведенному в 2007 году Агентство по делам культуры, фильм занимает 24-е место среди лучших аниме всех времен. 9 место в списке 100 лучших аниме фильмов согласно журналу Paste. Борис Иванов из редакции сайта Hi-Fi.ru поместил обе части «Полиции будущего» на 54 позицию среди 100 лучших аниме за всю историю кино. Также «Полиция будущего: Восстание» входит в список 50 лучших аниме всех времён по версии журнала «АнимеГид».
Джонатан Клементс и Хелен Маккарти в энциклопедии указали, что Patlabor 2 блестяще и продуманно завершил серию. Это настоящее удовольствие для давних поклонников, особенно приятно смотреть на Киити Гото и Синобу Нагумо. Дизайнерами техники выступали Сёдзи Кавамори и Хадзимэ Катоки. Второй фильм дал шанс Осии стать режиссёром «Призрака в доспехах», где были такое же мрачное настроение, медленный темп и политический цинизм, ужасающие образы Японии, вводящей военное положение — тема, которая также появлялась в Jin-Roh. Не случайно Кристоф Ган выбрал Patlabor 2 для ремейка. Через всю франшизу проходит главный мотив — маргинализация «маленьких людей».
«АнимеГид» в рецензии обращает внимание, что, когда столица в кризисе, по улицам движутся танки, один из них останавливается и разворачивает башню в сторону правительственного здания — это не кадры хроники, а продолжение трилогии. Мамору Осии с пугающей прозорливостью предвосхитил ряд событий рубежа тысячелетий, и теперь «Восстание» — «печальным образом сбывшийся футуристический прогноз в форме выдающегося анимационного фильма». Во второй части режиссёр выходит на совсем другой нарративный уровень. «Восстание» — политический детектив, по настроению, изящности и насыщенности сюжета весьма отличающийся от первого фильма цикла. «Растворённая в воздухе» атмосфера одиночества и безысходности постепенно сменяется хаосом, которым явно пытаются управлять. Разбираться, кто и с какими целями — отдельное удовольствие. Во время первого просмотра у зрителя возникает ощущение, что он всего лишь один из жителей Токио, следящих за выпусками новостей. Осии наглядно показывает, что такое манипуляции общественным мнением и политические игры. На карту ставятся судьбы многих людей, и они, казалось бы, обречены, но «если Бог бессилен, за дело берётся человек», — произносит один из героев. Обезвредить террористов, поставивших под угрозу мирную жизнь, предстоит не власти, а простым полицейским, уже знакомым по первой части. Оказавшись вне закона, они продолжают защищать порядок. Для каждого из них это не просто долг, а дело чести. По законам жанра, здесь не остаётся места для любовной линии, но она есть — история женщины, когда-то смешавшей личное и профессиональное, и вновь столкнувшейся с этим. По мнению обозревателя, «может быть, гениальность картины заключается в том, что всё, что появляется на экране, проживает свою жизнь». Дети, бесстрашно залезающие на танки, редкие обитатели города, бредущие по пустым улицам, собаки, птицы. Обычно в фильмах Осии животные играют до конца не объяснимую, но очень важную роль. Показанный за пару часов мир «безумно красив: постоянно возникает желание остановиться и посмотреть то на Токио под крылом самолёта, то на стаю чаек, усеявших пустынный пляж». Фильм можно пересматривать несколько раз, сначала увидеть всё невозможно — «в этом его прелесть». Но одно становится понятно сразу. Как гласит известная китайская поговорка, «не дай вам Бог жить в эпоху перемен». Редакция журнала добавила, что хотя это не первая работа Осии, снятая «в его традиционном созерцательно-нуарном стиле», но первый фильм, где режиссёр понял, что «поймал свою струну».